# Extracción ácido-base
La extracción ácido-base es un procedimiento que utiliza extracciones líquido-líquido secuenciales para purificar los ácidos y las bases de mezclas basándose en sus propiedades químicas. 
La extracción ácido-base se realiza rutinariamente después de realizar síntesis químicas y por el aislamiento de compuestos y productos naturales como alcaloides a partir de extractos. El producto resultante está libre de impurezas neutras, ácidas o básicas. Con este método no es posible separar ácidos o bases químicamente similares.

## Teoría

Representación de una extracción ácido-base

La teoría fundamental detrás de esta técnica es que las sales, las cuales son iónicas, suelen ser solubles en agua, mientras que las moléculas orgánicas no lo suelen ser.
La adición de un ácido a una mezcla de una base orgánica y un ácido resultarán en que el ácido continúa sin carga, mientras que la base se hidrogenará para formar una sal. Si el ácido orgánico, como el ácido carboxílico, es suficientemente fuerte, su propia ionización puede ser suprimida por el ácido añadido.
Por el contrario, la adición de una base a una mezcla de un ácido orgánico y una base resultarán en que la base continuará sin carga, mientras que el ácido se deshidrogenará produciendo la sal correspondiente. Una vez más, la propia ionización de una base fuerte es suprimida por la base añadida.
El procedimiento de extracción ácido-base también se puede utilizar para separar ácidos muy débiles de ácidos más fuertes y bases muy débiles de bases más fuertes, siempre que la diferencia entre sus constantes de pKa (o PKB) sea suficientemente grande. Por ejemplo:
- Ácidos muy débiles con grupos fenólico OH como el fenol, 2-naftol (pKa alrededor 10) se pueden separar de ácidos más fuertes como el ácido benzoico o el ácido sórbico (pKa alrededor 4-5)
- Bases muy débiles como la cafeína o 4-nitroanilina (PKB alrededor 13-14) se pueden separar de bases más fuertes como la mescalina o dimetiltriptamina (PKB alrededor 3- 4)

Normalmente el pH se ajusta a un valor más o menos entre el pKa (o PKB) de los compuestos que se han de separar. Para valores de pH moderadamente ácidos se utilizan ácidos débiles como el ácido cítrico, el ácido fosfórico, o Ácido sulfúrico diluido. Para pH más ácidos se utiliza el ácido clorhídrico o sulfúrico más concentrado. Del mismo modo, para valores de pH ligeramente básicos se utilizan bases débiles como amoníaco o bicarbonato de sodio (NaHCO3). Para pH más básicos se utiliza el carbonato de potasio (K2CO3) o el hidróxido de sodio (NaOH).

## Técnica
Normalmente, la mezcla se disuelve en un solvente adecuado como el diclorometano o el dietiléter (éter), y se vierte en un ampolla de decantación. Se añade una solución acuosa del ácido o la base, y se ajusta el pH de la fase acuosa para conseguir el compuesto de interés en la forma deseada. Después de sacudir y dejar que se separen las fases, se recoge la fase que contiene el compuesto de interés. El procedimiento se repite con esta fase utilizando el intervalo de pH opuesto. El orden de la secuencia no es importante y el proceso se puede repetir para aumentar la separación. Sin embargo, normalmente es conveniente tener el compuesto disuelto en la fase orgánica tras el último paso, por lo que la evaporación del solvente nos proporciona el producto.

## Limitaciones
Este procedimiento sólo es útil para ácidos y bases que tengan una gran diferencia de solubilidad entre sus formas cargadas y neutras. Pero no funciona por:
- zwitterion con grupos funcionales ácidos y básicos en la misma molécula, p. ej. la glicina que suele ser soluble en agua en la mayoría de intervalos de pH.
- Aminas muy lipofílicas que no se disuelven fácilmente en agua en su forma iónica, p. ej. la trifenilamina y la trihexilamina.
- Ácidos muy lipofílicos que no se disuelven fácilmente en agua en su forma iónica, p. ej. los ácidos grasos.
- Aminas simples como el amoníaco, la metilamina, o la trietanolamina que suelen ser solubles en agua en la mayoría de intervalos de pH.
- Ácidos hidrófilos como el ácido acético, el ácido cítrico, y muchos ácidos inorgánicos como el ácido sulfúrico o el ácido fosfórico.

## Alternativas
Alternativas a la extracción ácido-base pueden ser:
- Filtrar la mezcla a través de gel de sílice o alúmina - las sales cargadas suelen quedar fuertemente absorbidas en gel de sílice o la alúmina.
- La cromatografía de intercambio iónico puede separar ácidos, bases, o mezclas de ácidos fuertes y débiles y bases gracias a su afinidad variable por la columna a pH diferentes.